# Дихелсдорф
Дихелсдорф (њем. Düchelsdorf) општина је у њемачкој савезној држави Шлезвиг-Холштајн. Једно је од 131 општинског средишта округа Херцогтум Лауенбург. Према процјени из 2010. у општини је живјело 166 становника. Посједује регионалну шифру (AGS) 1053024.

## Географски и демографски подаци
Дихелсдорф се налази у савезној држави Шлезвиг-Холштајн у округу Херцогтум Лауенбург. Општина се налази на надморској висини од 45 метара. Површина општине износи 3,0 km². У самом мјесту је, према процјени из 2010. године, живјело 166 становника. Просјечна густина становништва износи 55 становника/km².